# Denis Gloesjakov
Denis Borisovitsj Gloesjakov (Russisch: Денис Борисович Глушаков) (Millerovo, 27 januari 1987) is een Russisch voetballer die doorgaans speelt als middenvelder. In februari 2025 verruilde hij FK Chimki voor SKA Rostov.

## Interlandcarrière
In maart 2011 werd Gloesjakov voor het eerst opgeroepen voor het Russisch voetbalelftal. Op 29 maart maakte hij zijn debuut tegen Qatar. Op 11 oktober 2011 maakte Gloesjakov zijn eerste interlanddoelpunt tegen Andorra. Ook werd de middenvelder opgenomen in de Russische selectie voor het Europees kampioenschap voetbal 2012 en het wereldkampioenschap voetbal 2014. Op 21 mei 2016 werd Gloesjakov opgenomen in de Russische selectie voor het Europees kampioenschap voetbal 2016 in Frankrijk. Daar werd de selectie onder leiding van bondscoach Leonid Sloetski in de groepsfase uitgeschakeld na een gelijkspel tegen Engeland (1–1) en nederlagen tegen Slowakije (1–2) en Wales (0–3). Gloesjakov nam in juni 2017 met gastland Rusland deel aan de FIFA Confederations Cup 2017, waar het in de groepsfase werd uitgeschakeld.